# Aleksander Rembowski

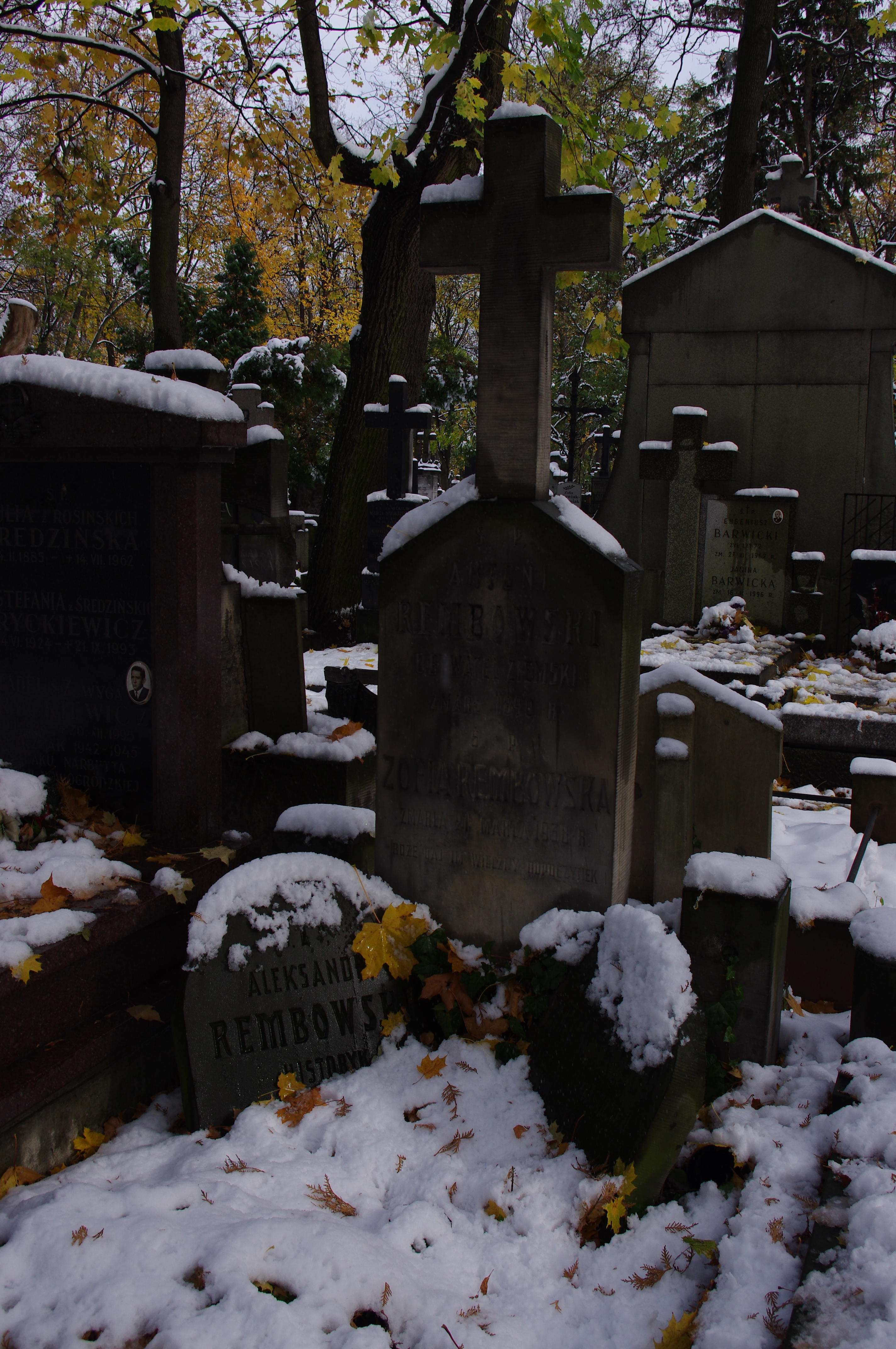
Grób historyka Aleksandra Rembowskiego na Starych Powązkach w Warszawie

Aleksander Antoni Rembowski (ur. 8 listopada 1847 w Klonowie, zm. 9 września 1906 w Warszawie) – polski prawnik i historyk, czołowy przedstawiciel warszawskiej szkoły historycznej.

## Życiorys
Ukończył kaliskie gimnazjum. Do 1869 studiował prawo w Warszawie, uzyskał tytuł magistra w ostatnim roczniku Szkoły Głównej. Następnie do 1872 kształcił się na Uniwersytecie w Heidelbergu. Pracował jako bibliotekarz i kustosz Biblioteki Krasińskich w Warszawie.
Uchodził za znawcę dziejów konstytucyjnych. Publikował w „Bibliotece Warszawskiej”, „Kurierze Warszawskim”, „Gazecie Polskiej”. Był członkiem Towarzystwa Historycznego we Lwowie, od 1895 Akademii Umiejętności w Krakowie. Pochowany został na warszawskich Powązkach (kwatera 84-4-25).

## Publikacje
- "O gminie, jej organizacji i stosunku do państwa", Warszawa 1873
- "Jan Ostroróg i jego memoriał : O naprawie Rzeczypospolitej : wobec historyi prawa i nauki politycznej", Warszawa 1884
- "Historia prawa wieczysto-czynszowego...", Warszawa 1886
- "Izby wyższe i arystokracja nowożytna", Warszawa 1894
- "Z życia konstytucyjnego w Księstwie Warszawskim : studyum historyczno-polityczne" Warszawa 1905
- "Konfederacja i rokosz: porównanie stanowych konstytucyi państw europejskich z ustrojem Rzeczypospolitej Polskiej", Warszawa 1895
- "Źródła do historii Pułku Polskiego Lekkokonnego Gwardii Napoleona I", Warszawa 1899
- "Pisma Aleksandra Rembowskiego", t. 1–3, Warszawa 1901–1906 t.1, t.2, t.3